# Landón
Landón (Sabina, siglo IX-5 de febrero de 914) fue el 121.er papa de la Iglesia católica, de 913 a 914.

## Biografía
No hay muchos datos sobre su vida privada. Nació en las últimas décadas del siglo IX. El nombre de su padre era Taíno.
Fue elegido papa el 7 de julio de 913; a su vez el tercer papa del periodo conocido como "pornocracia".
Al igual que su predecesor, fue elegido gracias a la influencia del senador romano Teofilacto I, su esposa Teodora y la hija de ambos Marozia, tras un periodo de cuatro meses de lucha entre las distintas facciones romanas para imponer a su propio candidato.
Se le atribuye haber concedido un privilegio a la Iglesia de San Salvador en el Forum Novum de la Sabina.
Su breve pontificado de algo más de seis meses no recoge hechos de relevancia. Lo más destacado del mismo fue el nombramiento de Juan de Tossignano, protegido de Teodora y futuro papa Juan X, como arzobispo de Rávena.

## Nombre Papal
Fue el último papa, hasta Juan Pablo I al asumir el papado en 1978 en llevar un nombre inédito al ocupar la silla de San Pedro.
Esto volvería a ocurrir en 2013 cuando el Cardenal Bergoglio asumió el nombre papal de Francisco.